# Michael Howard (homme politique)
Pour les articles homonymes, voir Michael Howard et Howard.
Michael Howard est un homme politique britannique, membre du Parti conservateur, né le 7 juillet 1941 à Gorseinon (pays de Galles). Il est membre de plusieurs gouvernements conservateurs de 1985 à 1997 et le chef de l'opposition de novembre 2003 à décembre 2005.

## Biographie
Né dans une famille juive orthodoxe au pays de Galles, Michael Howard porte le nom « Hecht » à sa naissance. À l'âge de 6 ans, la famille Hecht anglicise son nom en « Howard ». Il fait ses études à Cambridge, devient avocat en droit du travail en 1964 et milite au parti conservateur (Tory). 
En 1975, il épouse le mannequin Sandra Paul dont il a un fils, Nicholas, en 1976 et une fille, Larissa, en 1977. 
En 1982, il entre au Conseil de la reine.

## Carrière politique
En 1985, Michael Howard entre au gouvernement de Margaret Thatcher comme sous-secrétaire d'État à l'industrie. En 1987, alors qu'il est ministre des Affaires locales, Il lui faut défendre la législation contestée de poll tax. En 1988, il est ministre des Eaux chargé de la privatisation du secteur au pays de Galles et en Angleterre. 
Dans le gouvernement John Major, il conserve son poste de secrétaire à l'Emploi. Il est successivement secrétaire d'État à l'Environnement et à l'Intérieur, chargé alors des prisons et de la police. 
Après avoir tenté en 1997 de prendre la tête du Parti conservateur, puis avoir finalement apporté son soutien à William Hague, il est élu en décembre 2003, après la seconde défaite électorale consécutive des Tories. Succédant à Iain Duncan Smith, il mène une opposition frontale au Premier ministre travailliste Tony Blair qu'il appelle à démissionner après les errements des justifications de la guerre d'Irak de 2003 et les mensonges proférés pour les convaincre de voter l'entrée en guerre. Sa critique de l'affaire irakienne lui vaut l'antipathie de la Maison-Blanche. 
Aux élections de mai 2005, les Tories sont une nouvelle fois défaits par les travaillistes de Tony Blair en dépit d'une campagne très dure et malgré un score en hausse (gain de 33 sièges) relativement faible en voix (+ 0,66 %). Howard présenta alors sa démission. En décembre 2005, c'est David Cameron qui lui succède pour diriger le Parti conservateur.
Il est fait baron Howard de Lympne, de Lympne dans le comté de Kent en 13 juillet 2010 dans la pairie du Royaume-Uni.
Après 2010, il quitte le Parlement pour présider une compagnie pétrolière.
Il est fait membre de l'ordre des compagnons d'honneur à l'occasion de la Queen's Birthday honours list le 11 juin 2011.

## Détails des mandats et fonctions
- 9 juin 1983 - 6 mai 2010 : député de Folkestone and Hythe
- 3 janvier 1990 - 11 avril 1992 : secrétaire d'État à l'Emploi
- 11 avril 1992 - 27 mai 1993 : secrétaire d'État à l'Environnement
- 27 mai 1993 - 2 mai 1997 : secrétaire d'État à l'Intérieur
- 18 septembre 2001 - 6 novembre 2003 : chancelier de l'Échiquier du cabinet fantôme
- 6 novembre 2003 - 6 décembre 2005 : président du Parti conservateur et donc chef de l'Opposition officielle